# میشاییل گروبر
میشاییل گروبر (انگلیسی: Michael Gruber؛ زادهٔ ۵ دسامبر ۱۹۷۹) اسکی‌باز اهل اتریش بود.